# 譚政
譚政（たん せい、簡体字：譚政、本名：譚世名、字：挙安、1906年6月14日 - 1988年11月6日）は、中華人民共和国の政治家、軍人。主として政治委員（政治将校）として軍隊の政治工作を担当した。1960年代に左遷されたが、1977年8月の文化大革命終結後に復権し、名誉回復を果たした。

## 略歴
1906年6月14日に清の湖南省湘郷県楠竹山村（現在の湘郷市竜洞鎮）に誕生した。小学校の教員として働きつつ、反帝愛国運動に参加した。1927年2月に国民革命軍第4方面軍総指揮部特務営（大隊）に入隊し、文書と書記を務めた。同年9月に湘贛辺秋收起義に参加し、同年10月に中国共産党に入党した。
土地革命戦争時、中国工農紅軍第4軍の前敵委員会秘書、第31団（連隊）党委員会秘書、党第4軍軍事委員会秘書長、第4軍政治部訓練部部長、第12軍と第22軍の政治部主任、第1軍団第1師政治委員、1935年12月に第1軍団政治部組織部部長などを歴任し、漳州戦役、南雄水口戦役、中央ソビエト区の反「囲剿」、長征に参加した。1929年12月の党第4軍第9次代表大会（古田会議）参加後、無産階級思想による軍隊建設を堅持した。戦時の政治工作を重視し、「新田夜間戦闘政治工作」・「高興圩以北戦闘政治工作」などの報告書を作成した。1936年3月に「紅軍の新しい歴史時期の政治工作に関する意見」を執筆し、同年に中国人民抗日紅軍大学で学ぶ。

### 戦時中
1937年7月に始まった日中戦争の時、同年10月に党中央革命軍事委員会総政治部副主任となり、陝甘寧晋綏連防軍副政治委員兼政治部主任、留守兵団政治部主任を歴任した。王稼祥などと共に政治工作を担当し、「八路軍軍政雑誌」上で多数の文章を発表した。1944年4月に党中央の委托を受けて党西北局高級幹部会議上において、「軍隊政治工作問題に関する」報告を行い、古田会議の決議に基づいて軍隊政治工作の原則などを論述した。彼が起草したこの報告は、毛沢東・周恩来などの修正を経て党中央拡大書記処会議で批准され、全党・全軍の各級幹部の教材となった。1945年6月に党第7回中央候補委員に選出された。

### 終戦後
1946年1月に東北民主連軍政治部主任、1949年3月に第4野戦軍政治部主任、副政治委員を務め、遼瀋・平津などの戦役の政治工作を指導した。
1949年10月の中華人民共和国の建国後、中南軍区兼第4野戦軍副政治委員兼政治部主任、中南軍区第三政治委員、総政治部主任、1954年2月に党中央軍事委員会常務委員、同年9月に国防部副部長、同年10月に総政治部副主任を歴任した。1955年9月に大将の階級を授与され、1956年9月に党第8回中央委員、中央書記処書記に選出された。
1961年1月に林彪に迫害され、党中央軍事委員会常務委員、中央書記処書記などの職務を剥奪された。1965年11月に福建省副省長、1975年8月に党中央軍事委員会顧問となる。1979年3月に党中央軍事委員会により名誉回復（平反）を果たし、1988年7月に一級紅星功労栄誉章を授与される。
同年11月6日に北京にて、82歳で死去した。